# Кіт Джарретт
Кіт (Кейт) Джарретт (Keith Jarrett, нар. 8 травня 1945) — американський музикант-виконавець (фортепіано та інші клавішні, сопрано-саксофон, ударні) та композитор. Джарретт працює в області джазу, виконує академічний репертуар, а також відомий своїми сольними імпровізаціями, що поєднують музичний матеріал різних музичних стилів.

## Життєпис
Народився у місті Аллентаун, штат Пенсільванія (США). Почав вчитися гри на фортепіано коли йому було 3 роки. Потім він отримав класичну музичну освіту. Брав участь у програмах Музичної Академії у Філадельфії та у Медісон Сквер Гарден.
У віці 15 років Джарретт офіційно розпочав вивчення композиції, а невдовзі потому виїхав до Бостона на навчання в Музичному коледжі Берклі (Berklee College of Music). Він мав пропозицію продовжити навчання у Наді Буаланже в Парижі, але замість того поїхав до Нью-Йорку щоб грати джаз.
Від 1966 року Джарретт грав у квартеті Чарльза Ллойда, найпопулярнішій у світі джазовій групі тих часів. У кінці 60-х він заснував власне тріо з Чарлі Геденом і Полом Моушином, а в 1972 році перетворив це тріо у квартет, запросивши до складу тенор-саксофоніста Дьюві Редмана. Група припинила існування в 1976 році.
У 1970—1971 роках Джарретт грав на електричному фортепіано та органі у складі септета Майлза Девіса. Після цього грав у власних гуртах та соло.
У 1970 році Кіт Джарретт розпочав співпрацю з продюсером Манфредом Айкером і його фірмою грамзапису ECM Records. Плодами цієї співпраці були його сольні записи, видані на альбомах: «Facing You», «The Köln Concert» (найвідоміший), «Sun Bear Concerts», «Paris Concert», «Dark Intervals and Vienna Concert». Ці альбоми стали фактично культовими для фанатів джазу в 70-х роках. У цей же період він записувався також і з Яном Гарбареком.
Починаючи з 1983 р., Джарретт сконцентрував свою діяльність на грі в Standards Trio (із басистом Гері Пікоком і ударником Джеком ДеДжонет). Тріо займалося, передусім, інтерпретацією американських стандартів популярної музики 30-х, 40-х і 50-х років.
У 1988 році Джарретт почав записувати для фірми «ECM Records» твори Й. С. Баха, першим із яких став Добре темперований клавір, зошит 1 (на фортепіано) і зошит 2 (на клавесині). В 1993 році він записав 24 Прелюдії та Фуги Дмитра Шостаковича тв. 87.
До класичного репертуару Джарретта входять твори: Самюеля Барбера, Бели Бартока, Ігоря Стравінського та інших.
Джарретт виступав з різноманітними симфонічними оркестрами: San Francisco Symphony, Philadelphia Orchestra, American Composers Orchestra, Brooklyn Philharmonic Orchestra i Beethovenhalle Orchestra з Бону, а також із такими диригентами, як: Джон Адамс, Володимир Ашкеназі, Деніс Ресел Девіс, Джон Еліот Гардінер.
Багато композицій Джарретта мали свої прем'єри у знаменитих музичних центрах: (Карнегі Хол, Токійська Філармонія, Саратого Спрінгс, Лінкольн Центр, Еліс Тулі Хол).
У квітні 1994 року ECM Records видала два нові альбоми Джарретта: «At The Deer Head Inn» (запис концерту в клубі з ударником Полом Моушеном і басистом Гері Пікоком), а також «Bridge of Light» (запис чотирьох композицій Джарретта у виконанні оркестру Fairfield Orchestra під керівництвом Томаса Кроуфорда).
У 1997 році було видано наступний сольний альбом Джарретта «In La Scala», який критики й слухачі сприйняли з великим ентузіазмом. Його записи наступних років у тріо з Пікоком і Моушеном були високо оцінені критиками. Після кількарічної перерви він відновив свою концертну діяльність. У 2003 році Джарретт став лауреатом престижної нагороди — Полар М'юзік Прайз.
2018-го року Джарретт переніс два інсульти (у лютому і травні), і з того часу ліва частина його тіла залишається частково паралізованою. Такий стан унеможливив повноцінну гру на фортепіано.

## Дискографія
| - Buttercorn Lady (1966; із Артом Блейкі) - Dream Weaver (1966; із Чарльзом Лойдом) - Forest Flower (1966; із Лойдом) - Charles Lloyd In The Soviet Union (1967) - Somewhere Before (1968; Із Чарлі Гейденом) - Gary Burton & Keith Jarrett (1970) - Facing You (1971) - Expectations (1972) - Concepcion Vesell (1972) - Fort Yawuh (1973; із Дьюі Редменом) - In The Light (1973) - Solo Concerts: Bremen And Lausanne (1973) - Belonging (1974; із Яном Гарбареком) - Luminessence (1974) - Treasure Island (1974) - Dead And The Flower (1974) - Arbour Zena (1975) - Silence (1975) - The Köln Concert (1975) - Sun Bear Concerts (1976) - The Survivor's Suite (1976) | - Eyes Of The Heart (1976) - Bayblue (1976; із Редменом) - Hymns/Spheres (1976) - Silence (1976) - My Song (1977; із Гарбареком) - Nude Ants (1979) - Personal Mountains (1979; із Гарбареком) - Invocations: The Moth And The Flame (1980) - Sacred Hymns Of G.I. Gurdijeff (1980) - The Celestial Hawk (1980) - Concerts Bregenz And Munchen (1981) - Concerts (Bregenz) (1982) - Bop-Be (1982) - Standards (1983) - Changes (1983) - Backhand (1983) - Works (1983) - Eyes Of The Heart (1985) - Spirits (1985) - Staircase (1985) - Standards Live (1985) - Sacred Hymns (1985) - Still Live (1986) | - Book Of Ways (1986) - Spheres (1986) - Dark Intervals (1988) - Standards 2 (1988) - Works (1989) - Changeless (1989) - Treasure Island (1989) - Standards In Norway (1989) - The Well Tempered Clavier Book (1989) - Paris Concert (1990) - Tribute (1991) - The Cure (1992) - Vienna Concert (1992) - Ruta & Daitya (1993; зі Джеком ДеДжонет) - Bye Bye Blackbird (1993) - At The Deer Head Inn (1994; із Гарі Пікоком і Полом Моушіеном) - At The Blue Note: The Complete Recordings (1994) - La Scala (1997) - Tokyo '96 (1998; із Гарі Пікоком, ДеДжонетом) - Priceless Jazz (1998) - The Melody At Night, With You (1999) - Whisper Not (2000) - Inside Out (2001) - Always Let Me Go (Live In Tokyo) (2002; із Пікоком і ДеДжонет) - Up For It (2003; із Пікоком і ДеДжонет) - The Out-of-Towners (2004) - Radiance (2005) |

## Пам'ять
До 50-ї річниці концерту «The Köln Concert», 2025 року випущно фільм «Кельн 75» режисера Ідо Флука.